# Stiriodes obtusula
Stiriodes obtusula là một loài bướm đêm trong họ Noctuidae.